# MC Eiht
MC Eiht (nacido como Aaron Tyler el 22 de mayo de 1971 en Compton, California) es uno de los pioneros del gangsta rap. Primeramente formó parte del grupo Compton's Most Wanted (CMW), para más tarde convertirse en actor y MC en solitario. Es conocido por su papel como "A-Wax" en la película Menace II Society de los hermanos Hughes, y por proporcionar la voz de Ryder en el videojuego "Grand Theft Auto: San Andreas". MC Eiht también actuó en la película Thicker than Water, de 1998, como Lil Ant con Mack 10, Fat Joe, Ice Cube, WC, Big Pun y B-Real.

## Discografía

### Solitario
- We Come Strapped (Epic Street/Sony 1994)
- Death Threatz (Epic Street/Sony 1996)
- Last Man Standing (Epic Street/Sony 1997)
- Section 8 (Hoo Bangin'/Priority 1999)
- N My Neighbourhood 2000 (Hoo Bangin'/Priority 2000)
- Tha8t'z Gangsta (Half-Ounce 2001)
- Underground Hero (D3 Entertainment 2002)
- Hood Arrest (Lookin Up Entertainment 2003)
- Smoke in tha City como Tony Smallz (Factor House Records 2004)
- Veterans Day (West, Inc./Native Records 2005)
- Affiliated (Paid in Full Ent 2006)
- Compton's O.G. (B-Dub Records 2006)
- Which Way Iz West (Blue Stamp Music 2017)
- Lessons (Blue Stamp Music 2020)

### Colaboraciones
- The Pioneers con Spice 1 (Real Talk Entertainment 2004)
- Keep It Gangsta con Spice 1 (Real Talk Entertainment 2006)
- The New Season con Brotha Lynch Hung (Real Talk Entertainment 2006)